# Poecilma
Poecilma är ett släkte av skalbaggar. Poecilma ingår i familjen vivlar.

## Dottertaxa tillPoecilma, i alfabetisk ordning[1]
- Poecilma ardea
- Poecilma bispinosum
- Poecilma capucinum
- Poecilma capucinus
- Poecilma chimaris
- Poecilma ciliatum
- Poecilma ciliatus
- Poecilma cinctipes
- Poecilma crinitarse
- Poecilma cruciferum
- Poecilma furfuraceum
- Poecilma hostia
- Poecilma imbellis
- Poecilma jaspidea
- Poecilma jaspideum
- Poecilma ligata
- Poecilma ostracion
- Poecilma papaveratum
- Poecilma spiculum
- Poecilma spiculus
- Poecilma spinosum
- Poecilma stipitosum
- Poecilma versicolor
- Poecilma wiedi
- Poecilma wiedii